# Patnongon
Patnongon è una municipalità di quarta classe delle Filippine, situata nella Provincia di Antique, nella Regione del Visayas Occidentale.
Patnongon è formata da 36 baranggay:
- Alvañiz
- Amparo
- Apgahan
- Aureliana
- Badiangan
- Bernaldo A. Julagting (Bitas)
- Carit-an
- Cuyapiao
- Gella
- Igbarawan
- Igbobon
- Igburi

- La Rioja
- Mabasa
- Macarina
- Magarang
- Magsaysay
- Padang
- Pandanan
- Patlabawon
- Poblacion
- Quezon
- Salaguiawan
- Samalague

- San Rafael
- Tobias Fornier
- Tamayoc
- Tigbalogo
- Villa Crespo
- Villa Cruz
- Villa Elio
- Villa Flores
- Villa Laua-an
- Villa Sal
- Villa Salomon
- Vista Alegre